# Beth Rodden
Beth Rodden (San Francisco, 5 aprile 1980) è un'arrampicatrice statunitense.
È autrice della prima ascesa di Meltdown, 5.14c (8c+ francese) in stile trad, senza l'uso delle protezioni fisse tipiche dell'arrampicata sportiva. È nota per il suo passato sodalizio con Tommy Caldwell, con cui ha compiuto diverse prime salite in arrampicata libera di vie storiche dello Yosemite.

## Biografia
Beth inizia ad arrampicare da adolescente su pareti artificiali. Vince i campionati nazionali junior JCCA (Junior Competition Climbing Association) nel 1996, 1997 e 1998. Nel 1997 e 1998 è prima nella classifica nazionale per adulti dell'ASCF (American Sport Climbers Federation), classificandosi terza nei campionati nazionali d'autunno ASCF nel 1998. Nel novembre 1997 è terza ai campionati mondiali junior a Imst.
Nel 1998 la Rodden ripete To Bolt Or Not To Be, il primo storico 5.14a americano aperto nel 1986 da Jean-Baptiste Tribout, diventando così la donna più giovane a superare tale grado. Lynn Hill, che aveva compiuto da poco la prima salita femminile della via, la invita a partecipare a una spedizione femminile al massiccio del Tsaranoro, in Madagascar, nel 1999. Assieme a Nancy Faegan e Kath Pike vi tracciano la via Bravo les Filles, che verrà completamente salita in libera dai fratelli Pou nel 2004 (8b, 600m).
Nel 2000 assieme a Tommy Caldwell (che sposerà nel 2003) compie la prima salita in libera di Lurking Fear (5.13c). Si tratta della seconda salita in libera femminile di una via su El Capitan dopo lo storico Nose di Lynn Hill, che a sua volta ripeterà in libera in coppia con Caldwell nel 2005. Nel 2003 i due liberano anche West Buttress (5.13c), sebbene non in una singola ascesa.
Nell'agosto del 2000 la coppia Caldwell-Rodden, assieme a Jason Smith e al fotografo John Dickey, subisce un rapimento nel corso di una spedizione al "Muro Giallo", nella valle di Kara Su in Kirghizistan, da parte di guerriglieri del Movimento Islamico dell'Uzbekistan. Dopo sei giorni riescono a fuggire. La vicenda solleva parecchio scalpore negli USA e diventa il soggetto di un libro di Greg Child.
Nell'ottobre del 2005 supera The Optimist, prima salita femminile statunitense in libera di una via di grado 5.14b (8c francese). L'anno dopo partecipa in coppia con il marito al Triple Crown Bouldering.
Nel giorno di San Valentino del 2008 libera in stile tradizionale (senza protezioni fisse) Meltdown, senza proporre un grado. Caldwell , che l'ha provata con la corda dall'alto diverse volte, la giudica più difficile degli altri 5.14b da lui saliti in Yosemite, da cui il grado 5.14c, il massimo raggiunto ai tempi in Yosemite. Si tratta molto probabilmente della più difficile via trad mai aperta o salita da una donna. Ripetuta solamente nel Novembre del 2018 dal climber statunitense Carlo Traversi.
Nel 2009 la coppia Caldwell-Rodden si separa. Beth si risposa nel 2012 con Randy Puro, con cui ha il figlio Theo nella primavera del 2014.